# Plinije Stariji
Gaj Plinije Sekund, poznatiji kao Plinije Stariji (latinski Gaius Plinius Secundus Maior; 23. – 79.), antički pisac i ugledan znanstvenik (zemljopisac i ino) koji je napisao djelo Zemljopis starog svijeta.
Plinije Stariji je bio sin rimskog konjanika po kćerki senatora Gaja Cecilija iz Novog Coma. Plinije se rodio u Comu, a ne (kao što se nekad pretpostavljalo) u Veroni. On je jedini, rodom iz Galije Transpadane, koji zove Katula iz Verone svojim zemljakom, a ne sugrađaninom (Praef. § I).

## Kronologija
Prije 35. (N. H. XXXVII. 81) Plinija je otac odveo u Rim gdje se školovao pod nadzorom očevog prijatelja, pjesnika i vojnog zapovjednika P. Pomponija Sekunda koji mu je usadio doživotnu ljubav za učenjem. Dva stoljeća nakon smrti braće Grakho, Plinije je vidio neke od njihovih vlastitih rukopisa u knjižnici svojega učitelja (XIII. 83), te je nakon toga napisao učiteljev životopis.
Plinije spominje gramatičare i govornike, od kojih su Remije Palemon i Arelije Fusk (XIV. 4; XXXIII. 152) mogli biti njegovi učitelji. U Rimu je studirao botaniku u topiariju (vrtu) vremešnog Antonija Kastora (XXV. 9), te je u tlu vidio osobito stara stabla lotusa koja su nekoć pripadala Krasu (XVII. 5). Također je vidio i ogromnu građevinu koju je podigao Kaligula (XXXVI. III) i vjerojatno je svjedočio Klaudijevoj pobjedi u Britaniji 44. (III. 119). Pod utjecajem Seneke mlađeg postao je strastven student filozofije i retorike, pa se počeo uvježbati za odvjetnika.
Vojnu službu je služio pod Korbulom u Donjoj Njemačkoj 47., sudjelujući u rimskom osvajanju germanskih plemena i gradnji kanala između rijeka Rajne i Maas (XVI. 2 i 5). Kao mladi zapovjednik konjice (praefectus atae) napisao je u svojoj zimskoj nastambi djelo o upotrebi koplja na konju (de jaculatione equestri) u kojima uzima u obzir osobine dobrog konja (VIII. 162).
U Galiji i Španjolskoj je naučio značenja mnogih keltskih riječi (XXX. 40). Zabilježio je mjesta povezana s rimskom invazijom Germanije, a usred scena Druzovih pobjeda sanjao je san u kojem mu je pobjednik zapovjedio da prenese njegove pothvate potomcima (Plin. Epp. III. 5, 4). San je potaknuo Plinija da smjesta prikaže povijest svih ratova između Rimljana i Germana.
Plinije je vjerojatno pratio očevog prijatelja Pomponija na vojnom pohodu (50. po. Kr.), te je posjetio Germaniju po treći put (5~) kao drug budućeg cara, Tita Flavija (Praef. § 3). Za vrijeme Nerona je uglavnom živio u Rimu kada i spominje kartu Armenije i kraja uz Kaspijsko jezero, koju je u Rim poslao Korbulov stožer 58. godine (vi. 40). Nakon požara 64. godine vidio je zgradu Neronove "zlatne kuće" (XXXVI. 111).
U međuvremenu je dovršavao dvadeset knjiga svoje Povijesti germanskih ratova. To je jedini pouzdani izvor osobito navođen u prvih šest knjiga tacitovih Anala (1. 69), a vjerojatno i jedan od najvažnijih izvora o Germaniji. Nju su zamijenili Tacitovi zapisi, dok je Simah u ranom 5. stoljeću imao malenu nadu u traženju njenog prijepisa (Epp. XIV. 8).
Plinije je također posvetio mnogo vremena pisanju prilično sigurnih tema iz gramatike i retorike. Detaljnome djelu o retorici, naslovljenom Studiosus, prethodilo je osam knjiga, Dubii sermonis, napisanih 67. godine.
Pod svojim prijateljem Vespazijanom, Plinije se vratio u državnu službu služivši kao prokurat u Galiji Narbonensis (70.) i Hispaniji Tarraconensis (73.), a također je posjetio i Provinciju Belgica (74.). Tijekom svojega boravka u Španjolskoj upoznao se s poljodjelstvom i rudnicima u zemlji, a osim toga posjetio je i Afriku (VII. 37). Na svojemu povratku u Italiju prihvatio je službu pod Vespazijanom. Njega je običavao posjećivati prije svitanja radi uputa prije nastavljanja svojih službenih dužnosti, a nakon kojih je ostatak svoga vremena posvetio učenju (Pun. Epp. III. 5, 9).
Dovršio je u trideset i jednoj knjizi Povijest svojega vremena, vjerojatno obuhvaćajući razdoblje od Neronove do Vespazijanove vladavine. Plinije ju je razborito sačuvao za objavljivanje nakon svoje smrti (N. H., Praef. 20). Nju navodi Tacit (Ann. XIII. 20, XV. 53; Hist. III. 29), a jedna je od izvora kojeg su se držali Svetonije i Plutarh.
Plinije je praktički završio i svoje veliko djelo, Naturalis Historia, enciklopediju u kojoj je Plinije sakupio većinu znanja svojega vremena. Djelo je planirano pod Neronovom vladavinom, a materijali skupljeni u tu svrhu ispunili su nešto manje od 160 svezaka. Za nju je Larcije Licinije, pretorijanski legat Hispanije Tarraconensis, bezuspješno nudio za otkup cijenu jednaku ili veću od €4,700 (procijenjena vrijednost 1911.) ili €300,000 (procijenjena vrijednost 2002.). Svoje djelo posvetio je Titu Flaviju 77. godine.

## Vezuv
Ubrzo nakon toga Vespazijan ga je imenovao prefektom rimske mornarice u Misenumu. U Misenumu je bio stacioniran u vrijeme velike erupcije Vezuva (24. kolovoza 79.) koja je uništila Pompeje i Herkulanej. Želja za izravnim promatranjem pojave, a ujedno i za spašavanjem nekih svojih prijatelja iz pogibeljnog položaja na obali Napuljskoga zaljeva, vodila je pokretanju njegovih galija i prelaženju zaljeva do Stabija (Castellammare di Stabia). Iako je vjerovao da će Stabije biti na sigurnoj udaljenosti od erupcije, nije uzeo u obzir mogućnost da vulkan ispusti otrovne plinove. Posljedica toga bila je da se Plinije ugušio zbog pomanjkanja kisika.
Plinije je još uvijek poznat u vulkanologiji u kojoj se termin plinijski (ili plinijev) odnosi na vrlo silovitu erupciju vulkana koji je dugo vremena bio uspavan. Termin ultraplinijski je namijenjen najsilovitijim plinijskim erupcijama kao što je uništenje Krakatoa 1883.
Priču o njegovim zadnjim satima je u zanimljivom pismu adresiranom nakon dvadeset sedam godina na Tacita opisao Plinije Mlađi koji je bio nećak Plinija Starijeg i njegov nasljednik (Epp. VI. 16). Plinije Mlađi također šalje drugom dopisniku izvještaj o rukopisima svojega ujaka i navikama njegovog života (III. 5):

"Započeo je s radom vrlo rano prije zore. … Nije pročitao ništa bez da je napravio izvatke; običavao je čak govoriti da ne postoji knjiga koja je toliko loša da ne sadrži nešto vrijedno. Za boravka na selu jedino vrijeme koje je bilo oslobođeno od učenja bilo je zapravo kada se kupao. Dok je putovao, kao da je bio oslobođen od svih drugih briga, posvetio se učenju u osami. Ukratko, smatrao je sve vrijeme u kojem se nije bavio učenjem uzaludno potrošenim."

Njegovi jedini rukopisi koji su sačuvani do današnjih vremena je Naturalis historia. Kroz sljedeća stoljeća bezbroj znanstvenika ju je koristilo za izvor svojega rada.

## Filozofija
Plinije je bio sljedbenik stoika kao i mnogi osobiti velikani za vrijeme ranog carstva. On je bio upoznat s njihovim najvećim predstavnikom, Trazejom Petusom, a također je bio i pod Senekinim utjecajem. Stoici su bili odani proučavanju prirode, ali njihovo je moralno učenje bilo suglasno s onime koji je u svojem literarnom radu bio nesebično nestrpljiv u potpomaganju i podučavanju svojih suvremenika (Praef. 16, XXVIII. 2, XXIX. I).
Plinije je bio i pod utjecajem Epikurejaca, Akademije i oživljenih pitagorejskih škola. Njegov pogled prema prirodi i Bogu bili su u biti stoički. Plinije izjavljuje da je jedina slabost čovječanstva bila da je utjelovila Božje biće u mnogim ljudskim oblicima koja su posjedovala ljudske mane i nedostatke (II. 148). Bog je uistinu bio jedan; bio je duša vječnog svijeta, pokazujući svoje dobročinstvo na zemlji, kao i na suncu i na zvijezdama (II. 12 seq., 154 seq.). Postojanje božanske Providnosti je bilo nesigurno (II. 19), ali vjera u njeno postojanje i u kaznu zbog grijeha je bilo korisno (II. 26). Nagrada kreposti sastojala se u uzdizanju prema božjoj naravi onih koji su sličili Bogu u činjenju dobroga prema čovjeku (II. 18, Deus est mortali juvare mortalem, et haec ad aeternam gloriam via). Ispitivanje budućnost smatrano je krivim kao i nasilno djelovanje prema prirodi služeći se magičnim vještinama (II. 114, XXX. 3) Ipak se nije poricalo značenje čuda i predosjećaja (II. 92, 199, 232).
Plinijev pogled na život je sumoran. On smatra da je čovječanstvo zabrazdilo u propast i bijedu (II. 24, VII. 130). Prema luksuzu i moralnoj pokvarenosti je popustljiv u deklamacijama, koje su toliko česte (kao i Senekine) da na kraju izgube privlačnost ili se čak zgade čitatelju. Njegovi retorički izrazi protiv praktično korisnih otkrića (kao što je umijeće navigacije) također oskudijevaju dobrim smislom i dobrim ukusom (XIX. 6).
S ponosnim rimskim nacionalnim duhom on sjedinjuje divljenje vrlinama po kojima je republika postigla svoju veličinu (XVI. 14, XXVII. 3, XXXVII. 201). On ne skriva povijesne činjenice nepovoljne Rimu (XXXIV. 139), a dok slavi ugledne članove slavnih rimskih rodova, slobodan je od Livijeve prekomjerne pristranosti prema aristokraciji. Plinije smatra da su poljoprivredni slojevi i stari zemljoposjednici iz konjaničkih redova (Cincinat, Kurije Dentat, Seranije i Katon Stariji) stupovi države. On ogorčeno žali zbog propadanja poljoprivrede u Italiji (XVIII. 21 i 35, latifundia perdidere Italiam). U skladu s time, za najraniju povijest Rima on daje prednost onima koji slijede pisce iz predaugustovog razdoblja, ali ipak gleda na carsku moć kao nužnu (važno, prijeko potrebnu) u vlasti carstva, te pozdravlja salutaris exortus Vespasiani (XXXIII. 51).

## Književnost
Na završetku svojih književnih radova, kao jedini Rimljanin koji je ikada uzeo za temu cijelo područje prirode, moli se za blagoslov sveopće majke na svojem završenome djelu.
U književnosti pridaje najviše mjesto Homeru i Ciceronu (XVII. 37 seq.); a sljedeće do njih Vergiliju. Na njega su utjecala djela numidskog kralja Jube II. kojega naziva "moj učitelj".
Strastveno se zanima za prirodu i prirodne znanosti učeći ih na način koji je bio nov u Rimu. Ipak slabo poštovanje znanosti te vrste ne odvraća ga od nastojanja (pokušaj, težnja) da bude na služenju svojim zemljacima (XXII. 15).
Nacrt njegova velikoga rada je ogroman i opsežan, ne toliko kraći od enciklopedije znanosti i umjetnosti da je povezan s prirodom ili ocrtava njegove materijale iz nje. S pogledom na Plinijev rad, on je izučavao izvorne uglednike po svakom predmetu, te je bio marljiv u rađenju izvadaka iz njihovih stranica. Njegovi indices auctorum su u nekim slučajevima uglednici kojima se on zapravo obraćao (iako u tom poštovanju nisu zamorni). U drugim slučajevima oni predstavljaju najveće pisce u predmetu čija su imena posuđena iz druge ruke od njegovih najbližih uglednika. On otvoreno priznaje svoje obveze prema svim svojim prethodnicima u izreci da zaslužuje biti poslovičan (Praef. 21, plenum ingenni pudoris fateri per quos profeceris). Plinije nije imao ni temperament za novo jedinstveno istraživanje, niti slobodno vrijeme potrebno u tu svrhu.
Očigledno je da onaj koji je potrošio sve svoje vrijeme na čitanje, pisanje i na vađenje izvadaka od svojih prethodnika nije ništa ostavio za zrelo i neovisno mišljenje ili za strpljivo eksperimentalno promatranje prirodnih pojava. Ipak se ne smije zaboraviti da je bila njegova znanstvena znatiželja ona prema pojavi erupcije Vezuva koja je dovela njegov život neumornog učenja preranom kraju, te ikakvo kritiziranje njegovih grešaka u propustu je ublaženo iskrenošću u priznavanju u njegovom predgovoru: nec dubitamus multa esse quae et nos praeterierint; homines enim sumus et occupati officiis.
Plinijev stil odaje štetan Senekin utjecaj. On cilja manje na jasnoću i živopisnost koliko na epigramatsku misao. Njegov stil ne obiluje samo u kontrastima nego i u pitanjima i usklicima, tropima i metaforama, te ostalim osobitostima srebrnog doba. Ritmični i umjetnički oblik rečenica je žrtvovan za strast naglašavanja pojedinih riječi koja oduševljuje u odgađanju misli do kraja razdoblja. Struktura rečenice je također sklona da bude slobodna i razvučena. Prekomjerno se koristi apsolutni ablativ, a izrazi s ablativom su često dodani na način nejasnih "apozicija" za izražavanje autorovog vlastitog mišljenja na najbližu prethodnu tvrdnju, npr. XXXV. 8o, dixit (Apelles) ... uno se praestare, quod manum de tabula sciret tollere, memorabili praecepto nocere saepe nimiam diligentiam.
Oko sredine 3. stoljeća Solinije je napravio izvadak iz zemljopisnih dijelova Plinijevog rada; a u ranom 4. stoljeću medicinski odlomci su skupljeni u Medicina Plinii. U ranom 8. stoljeću saznajemo da Beda posjeduje izvrstan rukopis cijeloga djela. U 9. stoljeću Alkuin šalje Karlu Velikom prijepis ranijih knjiga (Epp. 103, Jaffé), dok Dikuil sakuplja izvatke iz Plinijevih stranica za svoje vlastito djelo Mensura orbis terrae (o. 825.).
Plinijev rad je visoko poštovan u srednjem vijeku. Broj postojećih rukopisa danas iznosi oko 200, međutim najbolji od mnogih antičkih rukopisa je onaj u Bambergu koji sadrži samo knjige XXXII-XXXVII. Robert of Cricklade, prior samostana St. Frideswide u Oxfordu, posvetio je Henriku II. Defloratio koji se sastoji od devet knjiga odabira uzetog iz jednog od rukopisa tog sloja, koja je bila donedavno prepoznata kao ona koja nas je opskrbljivala ponekad jedinim dokazom vjernoga teksta. Među kasnijim rukopisima codex Vesontinus koji se nalazio nekada u Besançonu (11. stoljeće), a danas je podijeljen u tri dijela od kojih je jedan u Rimu, drugi u Parizu, a treći u Leidenu gdje se nalazi i prijepis cijeloga rukopisa.
Posebno zanimanje pridodaje se njegovoj vrijednosti manufakturnog papirusa (XIII. 68-38), te različitim vrstama grimizne boje (IX. 130), dok je njegov opis obilježja slavuja savršen primjer njegovoga povremeno umjesnog izraza (XXIX. 81 seq.).

## Suvremena istraživanja
Većina se suvremenih istraživanja o Pliniju usredotočilo na ispitivanje njegovih uglednika, posebno onih koje je slijedio u svojim poglavljima o povijesti umjetnosti, koji je ujedno jedini sačuvani antički prikaz tog predmeta.
Kremen ispisan slovima C. PLIN. je napravio Cades (V. 211) od originala iz Vannutellijeve zbirke. Predstavlja antičkog Rimljanina sa skoro potpuno ćelavim čelom i dvostrukom bradom. Skoro je sigurno da je to portret, ne Plinija Starijeg, već Pompeja Velikog. Sjedeći kipovi obojice Plinija, odjevenih u odijelo znanstvenika iz 1500. godine, mogu se vidjeti u nišama na objema stranama glavnoga ulaza u katedralu u Comu.
Anegdote Plinija Starijeg o grčkim umjetnicima pomogle su Vasariju s različitim temama na fresakama koje još uvijek ukrašavaju unutrašnjost njegovog bivšeg doma u Arezzu.